# Drosera microphylla
Drosera microphylla es una especie de planta erecta, perenne tuberosa del género de plantas carnívoras Drosera. Es endémica de Australia Occidental. Donde crece en afloramientos de granito o suelos de arena o laterita. 

## Descripción
Produce pequeñas hojas circulares, peltadas y carnívoras a lo largo de tallos erguidos que pueden alcanzar los 10-40 cm de altura. Florece de junio a septiembre, mostrando sus grandes sépalos de color amarillo y los más pequeños pétalos, de color variable. En las poblaciones cercanas a Perth, los pétalos son de color rojo, mientras que el color de los pétalos, cerca de Albany tiende a ser de color naranja. Algunas plantas al este de Esperance tienen los pétalos blancos.

## Taxonomía
Stephan Ladislaus Endlicher La describió y nombró por primera vez en 1837. En 1848, Jules Emile Planchon describe la nueva especie D. calycina, que fue reducida más tarde a la sinonimia con D. microphylla. George Bentham describió la nueva variedad D. calycina var. minor en 1864. Este taxón también se redujo a un sinónimo de D. microphylla. Por último, en su monografía taxonómica de la familia Droseraceae de 1906, Ludwig Diels también se describe una nueva variedad, D. microphylla var. macropetala, que también fue posteriormente reducido a un sinónimo. Fue publicado en Enumeratio plantarum quas in Novae Hollandiae ora austro-occidentali ad fluvium Cygnorum et in sinu Regis Georgii collegit Carolus Liber Baro de Hügel 6. 1837.
Etimología
Drosera: tanto su nombre científico –derivado del griego δρόσος (drosos): "rocío, gotas de rocío"– como el nombre vulgar –rocío del sol, que deriva del latín ros solis: "rocío del sol"– hacen referencia a las brillantes gotas de mucílago que aparecen en el extremo de cada hoja, y que recuerdan al rocío de la mañana.
microphylla: epíteto latino que significa "con hojas pequeñas".
Sinonimia
- Drosera calycina Planch.
- Drosera calycina var. minor Benth.
- Drosera microphylla var. macropetala Diels[7]